# Georgette Chadourne
Pour les articles homonymes, voir Chadourne.
 (janvier 2013).
Si vous disposez d'ouvrages ou d'articles de référence ou si vous connaissez des sites web de qualité traitant du thème abordé ici, merci de compléter l'article en donnant les références utiles à sa vérifiabilité et en les liant à la section « Notes et références ».
Georgette Chadourne, née Georgette Juliette Louise Floriet, le 18 avril 1899 dans le 17e arrondissement de Paris, et, morte le 28 avril 1983 à Neuilly-sur-Seine, est une photographe française.

## Biographie
Fille de Blanche Floriet et de Siegismund Porgès (qui la reconnaît en 1911), Georgette Chadourne est la nièce de Jules Porgès, de Jane Margyl et de Georgette Sandry. Elle s'adonne à la photographie dès les années 1910.
Elle épouse Jean Puiforcat en 1922, puis le dadaïste Paul Chadourne en 1929. Grâce à ses relations avec les surréalistes, elle peut photographier les grands artistes Matisse, Helleu (qui fera un pastel de sa cousine Blanche Floriet), Picasso, Christian Bérard, Nicolas de Staël.
Georgette Chadourne signe des articles dans Le Leicaïste de 1951 à 1954,